# کوبادزه
کوبادزه (گرجی: კობაძე) یک روستا در شهرداری تلاوی در گرجستان است.

## مردم
| سرشماری | جمعیت |
| ------- | ----- |
| ۲۰۰۲    | ۱۰۴   |
| ۲۰۱۴    | ۵۸    |